# Gunnar Nordahl
Gunnar Nordahl (* 19. Oktober 1921 in Hörnefors; † 15. September 1995 in Alghero, Sardinien) war ein schwedischer Fußballspieler und -trainer.
Nordahl liegt aktuell mit 225 Treffern auf Rang drei der ewigen Torschützenliste der Serie A. Mit der AC Mailand gewann er in den 1950er-Jahren zweimal die Meisterschaft und wurde fünfmal Torschützenkönig der höchsten italienischen Spielklasse.
1948 gewann er mit der schwedischen Nationalmannschaft olympisches Gold.

## Jugend
Gunnar Nordahl wurde am 19. Oktober 1921 in Hörnefors geboren, einer kleinen Ortschaft am Bottnischen Meerbusen in Nordschweden. Die Familie hatte insgesamt zehn Kinder und obwohl Vater Karl Emil in einer Papierfabrik arbeitete, lebten sie in bescheidenen Verhältnissen. Als Kind spielte Nordahl mit seinen Brüdern nahezu immer Fußball. Bertil, Göran, Gösta und Knut sollten später ebenfalls Nationalspieler werden, weshalb die Nordahls als wohl bekannteste Fußballerfamilie Schwedens gelten. Gunnar war der mit Abstand talentierteste der Brüder. Aufgrund seiner harten körperlichen Arbeit als Bierlieferant, bei der Nordahl täglich schwere Fässer transportieren musste, war er den meisten seiner Altersgenossen nicht nur technisch, sondern auch physisch überlegen.

## Vereinskarriere

### In Schweden (1937 bis 1949)
Aufgrund seiner außergewöhnlichen Physis konnte Nordahl bereits im Alter von 16 Jahren bei den Senioren mithalten und debütierte 1937 für Hörnefors IF in der dritten Liga. Nordahl etablierte sich als kräftiger, wuchtiger Mittelstürmer und erzielte in drei Jahren 68 Tore. Gemeinsam mit seinem Bruder Bertil wechselte er 1940 zu Degerfors IF in die höchste schwedische Spielklasse (Allsvenskan). Der mittlerweile 1,85 Meter große und 90 Kilo schwere Nordahl setzte seinen kometenhaften Aufstieg unvermindert fort. Für Degerfors traf er in 77 Ligaspielen insgesamt 56-mal und in der Saison 1942/43 wurde Nordahl Torschützenkönig (16 Treffer). 
Bald zählte Gunnar, ähnlich wie seine Brüder, zu den hoffnungsvollsten Talenten des Landes. Nach vier Jahren mit Degerfors wechselte Nordahl schließlich zum IFK Norrköping, da ihm der Klub gleichzeitig eine Anstellung als städtischer Feuerwehrmann anbot (damals gab es in Schweden noch kein Profitum). Der Vereinswechsel sollte sich alsbald als richtig erweisen. Gemeinsam mit seinem Bruder Knut gewann er viermal in Folge die Meisterschaft und einmal den Pokal. Nordahl selbst wurde dreimal Torschützenkönig und erzielte in 95 Spielen unglaubliche 93 Treffer. In einer Partie gegen Djurgardens IF gelangen ihm 1945 sogar sieben Tore beim 11:1-Sieg – ein in Schweden bis heute unerreichter Rekord. Mit Nationalspielern wie Georg Ericson, Torsten Lindberg, Birger Rosengren, sowie den Nordahl-Brüdern Knut und Gunnar war die Mannschaft das „Maß aller Dinge“ im Nachkriegsschweden.
Die Fähigkeiten des phänomenalen Torjägers aus dem hohen Norden hatten sich mittlerweile in ganz Europa herumgesprochen, und so lotste die AC Mailand Nordahl im Januar 1949 nach Italien. Doch bevor er umziehen konnte, musste er sich in seinem Heimatland erst durch das Labyrinth an bürokratischen Schleichwegen wühlen. Als er es geschafft hatte, wurde er vom Brandbekämpfer zum ersten schwedischen Fußballprofi.

### In Italien (1949 bis 1958)
Aus der schwedischen Provinz kommend musste sich Nordahl zunächst an sein neues Leben in der lombardischen Modemetropole gewöhnen. „Das war für mich eine andere Welt“, meinte Nordahl später. „Ich war mir nicht sicher, ob ich mich dort eingewöhnen könnte.“ Auf dem Fußballplatz fiel ihm die Integration erheblich leichter. In seinem ersten Pflichtspiel gegen Pro Patria Calcio steuerte er einen Doppelpack zum 3:2-Sieg bei. In der Rückrunde schoss er 16 Tore in 15 Spielen, was die Vereinsführung der „Rossoneri“ dazu brachte, ihn nach nur sechs Monaten von der Unterzeichnung eines neuen Vertrages zu überzeugen. Viel mehr noch verpflichteten sie auf Nordahls Empfehlung hin mit Gunnar Gren und Nils Liedholm noch zwei weitere Schweden. Mit den beiden hatte er in der Nationalmannschaft zusammengespielt. Das wiedervereinte Trio wurde von den Tifosi „Gre-No-Li“ (Gren-Nordahl-Liedholm) getauft und erwies sich 1951 und 1955 als fundamental beim Gewinn der Meisterschaften. „Gren, Liedholm und ich verstanden uns blind, weil wir jahrelang zusammen trainiert hatten“, erinnerte sich „Il Bisonte“ (das Bison). Die Neuzugänge versorgten den Mittelstürmer mit perfekten Vorlagen und Flanken, die Nordahl entweder per Kopf oder Volleyschuss im Netz versenkte. Der Schwede avancierte schnell zum besten Stürmer der Serie A: zwischen 1949 und 1955 wurde er fünfmal Torschützenkönig (Capocannoniere), eine Bestmarke, die bis heute Bestand hat. In seinen siebeneinhalb Jahren mit Milan gelangen ihm insgesamt 221 Pflichtspieltore, womit er Rekordtorschütze des Vereins ist.

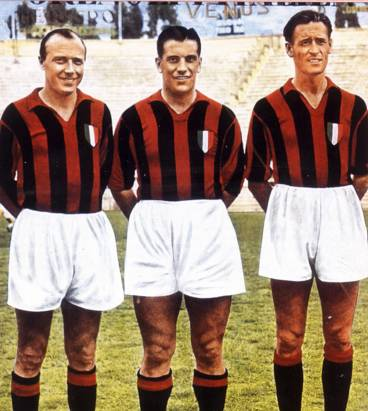
Das Gre-No-Li-Trio: Gunnar Gren, Gunnar Nordahl und Nils Liedholm im Trikot der AC Milan

1956 verkündete der inzwischen 34-jährige „Bison“ seinen Abschied von der AC Milan und spielte noch zwei Jahre beim Ligakonkurrenten AS Rom. 1958 kehrte er nach Schweden zurück und ließ seine einzigartige Karriere in Schwedens zweiter Liga, bei Karlstads BIK, ausklingen.

## Nationalmannschaft
1942 spielte der 21-jährige Nordahl erstmals für die schwedische Nationalmannschaft. Der Zweite Weltkrieg verhinderte in der Folge regelmäßigen Länderspielbetrieb sowie internationale Turniere. Erst 1948 trug man bei den Olympischen Spielen in London wieder ein Fußballturnier aus.
Gemeinsam mit seinen Brüdern Bertil und Knut gehörte Gunnar zum schwedischen Aufgebot, dem man jedoch nur geringe Chancen ausrechnete. Die Skandinavier spielten dann aber wie aus einem Guss und drangen nach glanzvollen Siegen (u. a. über Österreich und Dänemark) ins Finale vor. Dort trafen sie auf Jugoslawien, das mit 3:1 geschlagen wurde. Nordahl erzielte im Endspiel sein siebtes Tor und wurde obendrein Torschützenkönig. Die Goldmedaillen nahm die Schwedische Nationalmannschaft im berühmten Wembley-Stadion entgegen.
Doch als er Anfang 1949 Profispieler in Italien wurde, durfte er für sein Heimatland nicht mehr auflaufen, da der Verband keine Profis nominierte. So konnte Nordahl niemals ein WM-Turnier bestreiten. Obwohl die Schweden diese Entscheidung bedauerten, haben am Ende doch viele Fußballer davon profitiert. Der historische Transfer öffnete vielen seiner Landsleute die Tür nach Italien.

## Erfolge
- Schwedischer Meister: 1944/45, 1945/46, 1946/47, 1947/48
- Schwedischer Pokalsieger: 1945
- Italienischer Meister: 1950/51, 1954/55
- Coupe Latine: 1951, 1956
- Olympiasieger 1948

### Persönliche Auszeichnungen
- Schwedens Fußballer des Jahres: 1947
- Capocannoniere: 1949/50 (35 Tore); 1950/51 (34 Tore); 1952/53 (26 Tore); 1953/54 (23 Tore); 1954/55 (27 Tore)
- Schwedischer Torschützenkönig: 1942/43 (16 Tore); 1944/45 (25 Tore); 1945/46 (25 Tore); 1947/48 (18 Tore)

## Zitate über Nordahl
- „Nordahl ist der geborene Torjäger. Er war zwar nicht der athletischste Spieler, aber war ungeheuer intelligent, wenn es darum ging, Lücken zu finden. Er hätte den Ball sogar mit verbundenen Augen im Tor untergebracht. Wenn wir ihn 1950 gehabt hätten, wäre sicher mehr als ein dritter Platz für uns drin gewesen.“ (George Raynor, Co-Trainer der schwedischen Nationalmannschaft)

- „Er schoss den Ball mit einer solchen Wucht und konnte sogar mit seinem (schwächeren) linken Fuß Tore schießen. Er erzielte Abstauber und spektakuläre Treffer. Er brachte sich selbst in Positionen in Stellung, von denen andere gar nicht wussten, dass sie existierten. Er war einer der besten Spieler, die es je gab, und meiner Ansicht nach auch einer der besten Torschützen.“ (Gunnar Gren, ehemaliger Mitspieler)

## Karriere als Trainer
Nach seiner aktiven Karriere arbeitete Nordahl bis Ende der siebziger Jahre als Trainer in Schweden. An frühere Erfolge konnte er nicht mehr anknüpfen. Außer einer Vizemeisterschaft mit Degerfors IF (1962) und einem Pokalsieg mit seiner „alten Liebe“ IFK Norrköping feierte er keine nennenswerten Titel.

## Wissenswertes
Nach dem Ende seiner Karriere ging Nordahl wieder nach Italien und verstarb dort 1995 an einem Herzanfall.